# パパとなっちゃんのお弁当
『パパとなっちゃんのお弁当』（パパとなっちゃんのおべんとう）は、2023年1月16日から3月17日まで、平日の7時53分 - 7時58分頃に日本テレビ系列の平日朝の情報番組「ZIP!」内で放送したテレビドラマ。主演は藤木直人。

## 概要
愛媛県在住の父娘の実話が基になっている。娘（なっちゃん）の高校進学が決まったが、その学校には学食がないため、昼食を持参する必要があった。普段は滅多に料理をすることのない父（パパ）が「毎日お弁当を作る」と一念発起、娘のために早起きしてお弁当作りを始める。2日目からは、A4サイズのコピー用紙に筆ペンでユニークなメッセージを添えたお品書きを一緒に持たせ、コミュニケーションのひとつにすることにした。三日坊主だろうと訝しんでいた家族の予想を覆してお弁当作りは続き、内容も盛りつけも日に日に上達していった。また、記録として残すために出来上がったお弁当とお品書きを写真に撮り、Instagramに投稿した。その投稿は日を追うごとに閲覧数が増え、いつしか話題となった。なお、父は「お弁当作りは、娘が高校に通学している3年間に700個（お弁当持参最終日は2020年2月28日）」と決めていた。
南海放送制作のドキュメント番組『NNNドキュメント』にて取り上げられ、2020年4月19日に全国放送された。2020年日本民間放送連盟賞中国・四国地区審査会テレビエンターテインメント番組「優秀」受賞。
本ドラマは上記ドキュメント番組で放送された内容を下地に制作。平成から令和に代わる3年間を舞台に、当時の時事ネタも挿みながら、父と娘の絆を描くホームコメディドラマである。

## キャスト

### 主要人物
遠山直史（とおやま なおふみ）
演 - 藤木直人
本作の主人公。バツイチのシングルファザー。46歳。行政書士。両親が営むメガネ店兼実家で娘と共に暮らしている。
焼きそばくらいしかまともに作れない料理が苦手な「パパ」が、娘のために毎日お弁当作りに奮闘する。お弁当作りに手慣れてきた頃から、お品書きを添えたお弁当の写真をSNSに投稿している。
遠山千夏（とおやま ちなつ）
演 - 當真あみ（幼少期：島田凛）
直史の娘・「なっちゃん」。愛媛県立海浜高等学校に通う高校生。放送部部員。好奇心旺盛でしっかり者。

### 遠山家
遠山桃子（とおやま ももこ）
演 - 大友花恋（幼少期：川野ゆい）
直史の娘で千夏の姉。パパからは「桃ちゃん」と呼ばれている。大学進学を機に愛媛から上京するが、時々帰ってくる。
遠山健三郎（とおやま けんざぶろう）
演 - 平泉成
直史の父で千夏の祖父。遠山眼鏡店を営んでいる。
遠山靖子（とおやま やすこ）
演 - 市毛良枝
直史の母で千夏の祖母。孫である桃子と千夏を手塩にかけて育ててきた。

### 愛媛県立海浜高等学校
西川泉（にしかわ いずみ）
演 - 須藤理彩
放送部顧問。
斉田由紀（さいた ゆき）、近藤久美（こんどう くみ）
演 - 米倉れいあ、根本真陽
千夏のクラスメイト。千夏と共に行動することが多い。
本郷拓也（ほんごう たくや）
演 - 阿久津仁愛
千夏のクラスメイト。
夏目仁太（なつめ）
演 - 井上想良
放送部部長。美少年。千夏を放送部に勧誘した。2018年に卒業し、カナダへ留学する。
佐々木加奈（ささき かな）
演 - 新谷ゆづみ
放送部部員。千夏の1つ上の代。3年生では、放送部部長。
倉科良子（くらしな）
演 - 丸本凛
2年→3年→卒業生。放送部部員。
吉田祐二（よしだ ゆうじ）
演 - 中津川巧
2年→3年→卒業生。放送部部員。マッシュルームカットと丸眼鏡が特徴的。
牧尾奈菜（まきお なな）
演 - 倉沢杏菜
千夏の2つ上の代。放送部部員。
城戸渚、円城寺美桜
演 - 青山凌大、横田真子
千夏の1つ下の代。放送部部員。

### 定食屋「赤シャツ」
赤星石太郎
演 - 片桐仁
店主。直史の友人。お弁当作りに気負いは無用、時には出来合いの総菜や冷凍食品も必要に応じて使うようアドバイスする。
赤星多位子
演 - 中島亜梨沙
石太郎の妻。
嵐山田
演 - パパイヤ鈴木
常連客。
裏田成巳
演 - 浅利陽介
常連客。

### 惣菜屋「黄色いハンカチ」
白鳥芽依
演 - 安藤なつ
元店主。街でも評判の美味しい総菜を数多く販売している。再婚し引っ越した。
時松美紀
演 - 市川由衣
白鳥店長に代わる新店主。街でも評判の美味しい総菜を数多く販売している。小学生の娘がいるシングルマザー。

### バー「ブルーカウ」
堀田しまお
演 - 木村祐一
店主。直史の悩みごとや相談を親身になって聞き、アドバイスする。
剣持卓
演 - 金子隼也
アルバイト店員。

### その他
大江万里
演 - 東拓海
「遠山眼鏡店」の店員。
横地鏡子（きょうこ）
演 - 中越典子
千夏と桃子の母。直史と離婚した後も同じ町内で生活している。娘たちと時々会って近況報告のやり取りをしている。

## スタッフ
- 企画制作協力 - 『パパとなっちゃんのお弁当』（2020年4月放送『NNNドキュメント』、南海放送制作）[1]
- 脚本 - 池田テツヒロ[19]
- 音楽 - 池頼広[19]
- 演出 - 塚本連平、長沼誠[19]
- チーフプロデューサー - 石尾純、齊山嘉伸[19]
- プロデューサー - 久保田充、田上リサ（AX-ON）、上田崇博[19]
- 制作協力 - AX-ON
- 製作著作 - 日本テレビ

## 放送日程
| 話数   | 放送日 | 放送日 | サブタイトル                   |
| 話数   | 月     | 日     | サブタイトル                   |
| 第1話  | 1月    | 16日   | パパの決意                     |
| 第2話  | 1月    | 17日   | 台所は戦場だ                   |
| 第3話  | 1月    | 18日   | お品書きはラブレター 前編      |
| 第4話  | 1月    | 19日   | お品書きはラブレター 後編      |
| 第5話  | 1月    | 20日   | パパ、謝る                     |
| 第6話  | 1月    | 23日   | パパ、SNSを始める              |
| 第7話  | 1月    | 24日   | パパとなっちゃん、ケンカする   |
| 第8話  | 1月    | 25日   | パパ、暴走する                 |
| 第9話  | 1月    | 26日   | ハッピーバースデー             |
| 第10話 | 1月    | 27日   | 涙のウィンブルドン             |
| 第11話 | 1月    | 30日   | なみだ味のお弁当               |
| 第12話 | 1月    | 31日   | 思い出の焼きぞば               |
| 第13話 | 2月    | 01日   | お弁当でブランチ               |
| 第14話 | 2月    | 02日   | 笑顔コンテスト                 |
| 第15話 | 2月    | 03日   | 桃ちゃんのお弁当               |
| 第16話 | 2月    | 06日   | なっちゃんは誰が好き?          |
| 第17話 | 2月    | 07日   | 祝200回のお弁当                |
| 第18話 | 2月    | 08日   | 似たもの親子                   |
| 第19話 | 2月    | 09日   | パパ、お弁当やめる             |
| 第20話 | 2月    | 10日   | パパのインタビュー             |
| 第21話 | 2月    | 13日   | なっちゃん悩む                 |
| 第22話 | 2月    | 14日   | パパ、全国デビュー             |
| 第23話 | 2月    | 15日   | パパのトキメキ                 |
| 第24話 | 2月    | 16日   | パパ、そっと見守る             |
| 第25話 | 2月    | 17日   | なっちゃんは見た               |
| 第26話 | 2月    | 20日   | 残されたお弁当                 |
| 第27話 | 2月    | 21日   | なっちゃんの家出               |
| 第28話 | 2月    | 22日   | パパ、ハグされる               |
| 第29話 | 2月    | 23日   | なっちゃんの涙                 |
| 第30話 | 2月    | 24日   | パパの決断                     |
| 第31話 | 2月    | 27日   | 祝!500個目のお弁当             |
| 第32話 | 2月    | 28日   | なっちゃんのひとやすみ         |
| 第33話 | 3月    | 01日   | パパ VS 西川先生               |
| 第34話 | 3月    | 02日   | パパの応援                     |
| 第35話 | 3月    | 03日   | なっちゃんの全国大会           |
| 第36話 | 3月    | 06日   | なっちゃんの進路               |
| 第37話 | 3月    | 07日   | パパの節約術                   |
| 第38話 | 3月    | 08日   | なっちゃん受験する             |
| 第39話 | 3月    | 09日   | 合格発表                       |
| 第40話 | 3月    | 10日   | 星になった赤星さん             |
| 第41話 | 3月    | 13日   | お弁当ファイナルカウントダウン |
| 第42話 | 3月    | 14日   | お弁当の危機                   |
| 第43話 | 3月    | 15日   | パパ、倒れる                   |
| 第44話 | 3月    | 16日   | 700個目のお弁当                |
| 最終話 | 3月    | 17日   | いってらっしゃい、なっちゃん   |